# Salbia melanolopha
Salbia melanolopha is een vlinder uit de familie van de grasmotten (Crambidae), uit de onderfamilie van de Spilomelinae. De wetenschappelijke naam van deze soort is voor het eerst voorgesteld als Syngamia melanolopha door George Francis Hampson in een publicatie uit 1917.
De soort komt voor in Ecuador.